# Миколаївський трамвай
Миколаївський трамвай — трамвайна система в місті Миколаїв.

## Історія
Питання про будівництво в Миколаєві міської залізниці на кінській тязі у 1880-х роках XIX століття стає предметом палких дискусій на засіданнях міської думи. Стрімке зростання Миколаєва — «третього в країні порту з вивезення хліба» — вимагало розвитку нових сполучень. Миколаївський міський архітектор Є. А. Штукенберг в січні 1892 року склав «Проєкт кошторису витрат на облаштування та експлуатацію кінно-залізної дороги в Миколаєві» протяжністю в 10,7 версти.
У листопаді 1895 року з канцелярії Миколаївського військового губернатора у технічно-будівельний комітет МВС (м. Санкт-Петербург) пішов документ такого змісту «…пристрій і експлуатація кінно-залізних доріг в Миколаєві представлені М. Н. Романовичу і відставному ротмістру В. В. Ліхарєву за Контрактом, укладеним містом 1 лютого ц. р. з дозволу МВС від 9 грудня 1894 р. за № 10435…». Всі 34 параграфи цього Контракту незабаром стають основним документом в діяльності Бельгійського анонімного товариства кінно-залізних доріг у Миколаєві, утвореного 9 березня 1896 року в Л'єжі (Бельгія). З цього часу бельгійські акціонери є організаторами і господарями конки в місті. Першим уповноваженим представником товариства у Миколаєві був пан Гооссенс Адальтер (Адольф) Генріхович, а його агентство тимчасово розміщувалося в готелі «Барбе» на вул. Соборній, 3.
З весни 1897 року розпочинається прокладка першої лінії кінно-залізної дороги «Базарна площа — Військовий ринок». У зв'язку з цим була упорядкована вулиця Одеська (частина Потьомкінської від Садової до сучасного парку «Народний сад»), розширена і вимощена бруківка за рахунок 1/2 копійчаного збору. Колія була вузькою, шириною в 3,3 фути (1,05 м). Кінна дорога була одноколійною зі спеціальними роз'їздами для пропуску зустрічних конок. Вагони були полегшеного типу з дахом, укріпленим на чавунних стовпчиках. Сидіння в вагонах були поперечні, розраховані на 26 пасажирів: 20 — у вагоні і 6 осіб на задньому майданчику. До відкриття першої лінії конки було придбано 10 таких вагонів. Виготовляли їх одеські фірми «Демерт» і «Гальвіч». Також робота конки була суворо регламентована кількома постановами Міської думи. Так, указом Думи від 7 липня 1898 року були передбачені наступні правила: швидкість руху повинна бути 7-12 верст на годину і тільки риссю; роз'їзди повинні знаходитися на відстані 235 саженів один від одного.
26 липня (7 серпня) 1897 року розпочався рух конки. Перший маршрут був коротким: від каплички Олександра II, яка перебувала на перетині вулиць Соборної та Херсонської, до Військового ринку на Слобідці. Біля каплички був вузловий відправний пункт усіх ліній конки. У грудні того ж 1897 року було прокладено другу лінію конки, що з'єднала центр міста з залізничним вокзалом. На початку лютого 1898 року ця лінія зливається з першою лінією в одну «Військовий ринок — Вокзал». Протяжність її склала 5 верст 50 саженів (близько 6,5 км). Лінія мала 10 роз'їздів. У 1899 році вона була продовжена до міської лікарні та збільшилася на 640 метрів.

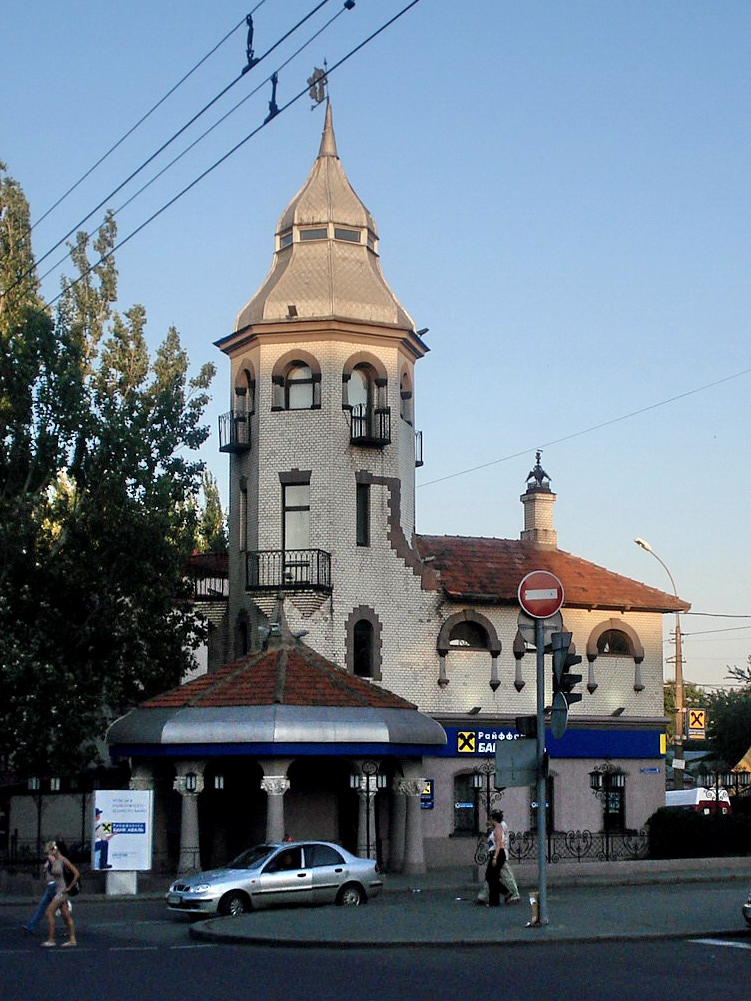
Будівля колишньої першої трамвайної підстанції

23 червня 1898 року відбулося офіційне відкриття 3-ї лінії кінно-залізної дороги в Спаське урочище (нині яхт-клуб), що пролягла по багатьох вулицях міста. Лінія «Базар — Спаськ» мала 8 роз'їздів, а також свої особливості у зв'язку з тим, що до яхт-клубу вели крутий спуск і ухил. На цій ділянці дороги були встановлені три стовпи зі щитами, на яких було написано «Їхати кроком».
17 серпня 1898 року було здано 4-ту лінію «Базар — Комерційний порт», маршрут якої пролягав від каплиці повз базар до 3-ї Піщаної вулиці (вул. Образцова), в провулок «А» до заводу «Наваль», по каботажного молу в порт до елеватора. Лінії «Базар — Спаський спуск» і «Базар — Комерційний порт» були об'єднані в одну загальною протяжністю 6 верст 480 саженів (близько 8 км). До 1900 року всі 4 лінії конки в Миколаєві склали єдину дієву систему протяжністю 14,5 км, але загальним відправним пунктом була каплиця на базарі.
Оплата на конці залежала від відстані і коливалася від 3 до 8 копійок. Валовий дохід, згідно з доповідями анонімного товариства кінно-залізних доріг в Миколаєві, за 1900 рік склав 123144 рублі 25 копійок. У 1902 році було перевезено 2324845 пасажирів. Обслуговчому персоналу конки належало бути в бездоганно чистому і міцному форменому одязі та мати на кашкеті.
На початку XX століття в Миколаєві відбулася важлива подія — введення в експлуатацію міської електричної станції. З'явилася можливість заміни кінної тяги електричною. У 1909 році було розпочато проєктування першого міського електротрамвая. Трамвай на електричній тязі з шириною колії 1000 мм в Миколаєві будували впродовж 1913—1914 років господарським способом, коли всі роботи з прокладання рейок, установки стовпів і підвішування проводів виконувалися власними силами без залучення сторонніх організацій. Перед тим як трамвайний рух було втілено, міська управа розглядала декілька проєктів пуску трамвая. Найперший відноситься ще до 1901 року.

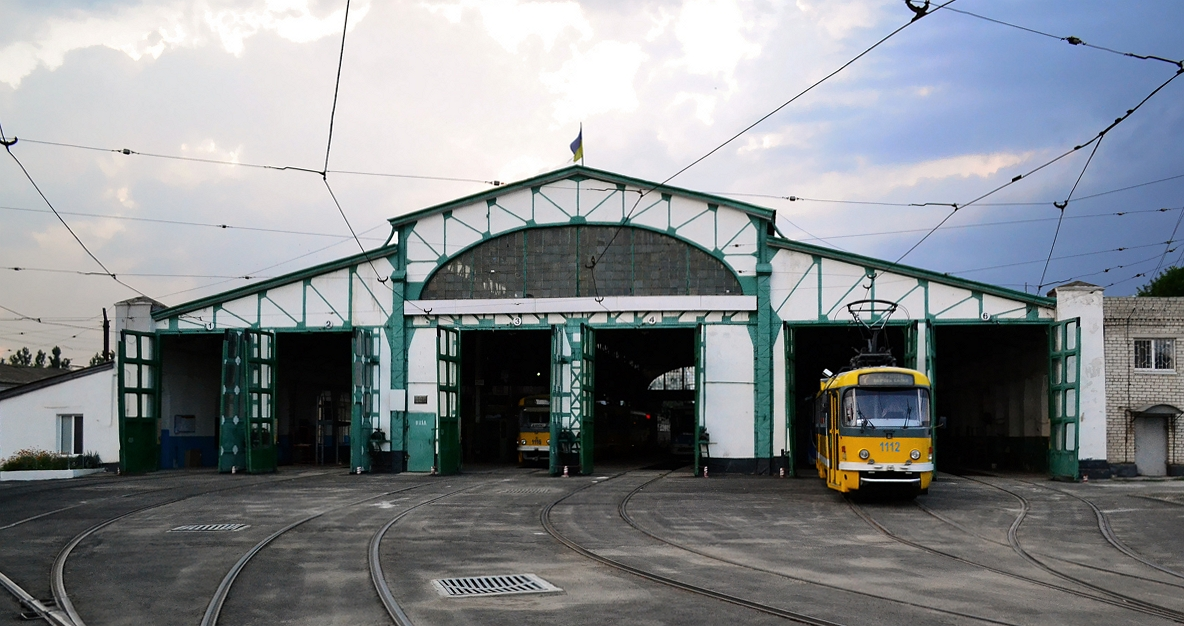
Трамвайне депо № 1

Спочатку відкриття трамвая мало статися ще 6 грудня 1914 року (за старим стилем), але роботи до цього часу не були виконані. І лише у неділю, 21 грудня 1914 року. (3 січня 1915 року за новим стилем) в Миколаєві був пущений перший трамвай на електричній тязі, а через деякий час було завершено будівництво трамвайного парку, що згодом став депо № 1. На початку XX століття Соборна вулиця була проїзною і по ній їздили трамваї.
У 1914 році на Базарній площі було побудовано трансформаторну підстанцію для трамваїв. Якщо врахувати технічне призначення споруди, її зовнішній вигляд вражає: круглий ґанок, колонада, оздоблення вікон та дверей, балконів, кутова вежа, оздоблення фасаду, дах із червоною черепицею та інші деталі. Дещо згодом, енергоспоживання зросло, тому позаду замку-підстанції було збудовано ще одне приміщення, більше за площею (нині — будівля збереглася, хоча і змінювала декілька разів своє призначення). До кінця 1915 року в місті вже діяли 4 трамвайні маршрути, а загальна довжина трамвайних колій склала 17 верст 125 сажнів (18,4 км). На лінії виходили від 31 до 38 вагонів.
У 1917 році на міські магістралі знову вийшла конка, тому що під час революційних подій в Російській імперії Миколаїв залишився без електропостачання. Громадянська війна в Росії, яка розпочалася після революції, змусила надовго забути про трамваї. Лише у 1925 році трамвайний рух в місті було відновлено. Маршрути «Кузнецька — Привоз» та «Привоз — Спаськ» були об'єднали в один й змінена нумерацію маршрутів. У 1927 році у Миколаєві діяло лише два маршрути «Кузнецька — Спаськ» та «Каботажка — Лікарня».
У 1933 році Миколаївський трамвайний парк став поповнюватися машинами типу Х і М. До кінця 1930-х років місто упорядковується, його інженерна інфраструктура ускладнюється. До кінця 1930-х років довжина трамвайних колій становила 41 км. Місто обслуговувала 71 одиниця рухомого складу. У 1939 році трамвай почав курсувати на Водопій.
Миколаївський трамвай продовжував функціонувати навіть в період окупації під час німецько-радянської війни німецько-фашистськими військами. 9 жовтня 1942 року був відновлений трамвайний рух. Вагони виходили на лінії з 04:30 до 08:00 та з 17:00 до 20:00 за п'ятьма маршрутами. У перші дні роботи місто обслуговували 12 вагонів. 3 вересня 1944 року трамвай почав курсувати від парку Петровського (сучасний — «Народний сад») до вулиці Херсонської (сучасний — проспект Центральний). Наприкінці 1944 року було відновлено роботу лінії від Яхт-клубу до Чорноморського суднобудівного заводу (ЧСЗ).
По закінченню війни продовжилася розбудова електричного трамвая в Миколаєві. 25 квітня 1951 року почало працювати нове депо, яке отримало номер 2. Лише в ньому містилися трамваї КТМ/КТП-1, які мали більш широку колію — 1524 мм. Найперший вагон темно-червоного кольору знизу і кремового зверху мав бортовий № 201. Наступні машини фарбували в темно-синій колір. Відмінною особливістю трамваїв цієї моделі була розташована спереду маленька зірка, яка служила корпусом для фари. Трамваї, що мали номер по 206 включно, мали двері з прямокутними вікнами, а на наступних вікна вже мали овальну форму (як на вагонах КТМ-2). Таким чином, в місті існувало два трамвайні парки з різними типами вагонів (вузькоколійні і з сучасною колією), які були не з'єднані між собою. Довжина трамвайних колій в місті на цей час склала 33,2 км. Вагонам, що належали депо № 1, привласнювалися № 401-459, а депо № 2 — номери, які починалися з № 460. 
23 червня 1952 року, запустили трамвай на широкій колії. Нова лінія була відокремлена від основної трамвайної мережі, сполучила район 6-ї Слобідської та селища Новий Водопій. Трамвайний маршрут № 6 курсував з 06:00 до 01:00. Пасажири їздили від Нового Водопою та робили пересадку в місці перетину вулиць 6-ї Слобідської та Чкалова на старі вузькоколійні маршрути трамваїв № 4 та 5. У місті існували два трамвайні парки з різними типами вагонів — вузькою та широкою колією, які були з'єднані між собою. Довжина трамвайних колій у місті становила 33,2 км.
Впродовж 1955—1958 років стали надходити вагони з НДР (Т-57 і В-57). Вони, в порівнянні з радянськими, відрізнялися підвищеною комфортністю, мали утеплену кабіну водія, м'які сидіння в салоні і автоматичні двері. У той час будівництво нових ліній для вузькоколійного трамвая було припинено, управління міськелектротранспортом почало розвивати маршрути для вагонів другого трамвайного парку. По цих лініях стали ходити вагони МТВ-82 (отримали назву «Пульман»), які експлуатувалися тривалий час в інших містах і потім пройшли ремонт в Києві на заводі ім. Дзержинського. Їх особливістю була наявність трьох задніх вікон. Деякі з цих машин працювали в парі з безмоторних причепом. Через часті несправності карданного валу (привід колісних пар здійснювався не безпосередньо від електродвигуна до коліс, а через карданні вали) ці трамваї значну частину часу простоювали в ремонті. У місті їх було близько десяти. В основному вони були жовто-синього кольору. Один з цих трамваїв через зелене забарвлення отримав прізвисько «зелений змій». Згодом від їх експлуатації відмовилися, і вони були відправлені з міста. У 1976 році на базі останнього МТВ-82 був побудований кран для дорожньо-ремонтних робіт. Його списали лише у 1984 році і відразу ж порізали на металобрухт.
Наприкінці 1950-х років будівництво нових ліній для вузькоколійного трамвая було припинено — пріоритетним напрямком робити став розвиток трамвая на широкій колії. Протяжність трамвайних міських магістралей у 1958 році складала 46 км, а через два роки — вже 64 км. 
У грудні 1959 року трамвай почав курсувати до сучасної кінцевої зупинки на Центральному колгоспному ринку.
У 1960 році в місті з'являються перші КТМ/КТП-2. З 1961 по 1972 роки в Миколаєві здійснюється остаточний перехід на широку колію, за 11 років 33,5 км вузькоколійних колій були приведені у відповідність із загальним стандартом (1524 мм). Вагони довоєнного зразка пустили на металобрухт, а 7 штук німецьких в 1969 році були відправлені в Євпаторію.

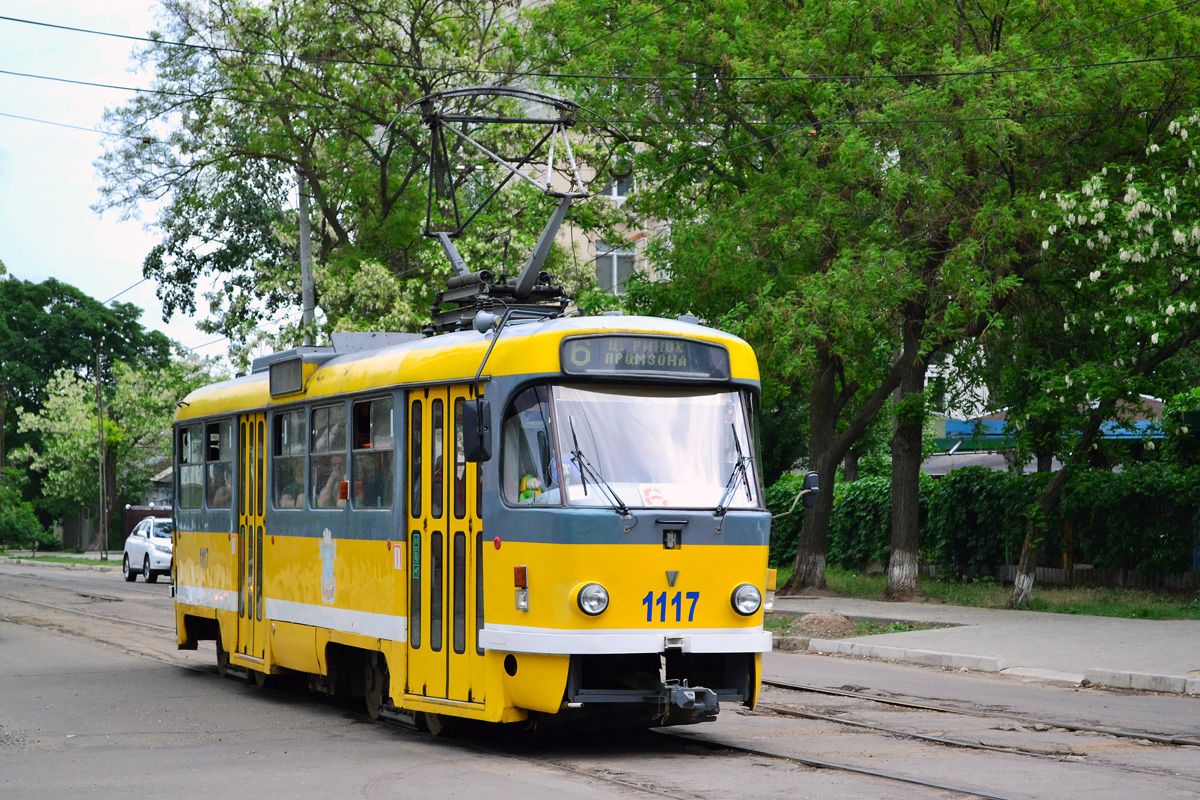
Tatra T3M на вул. Сінній
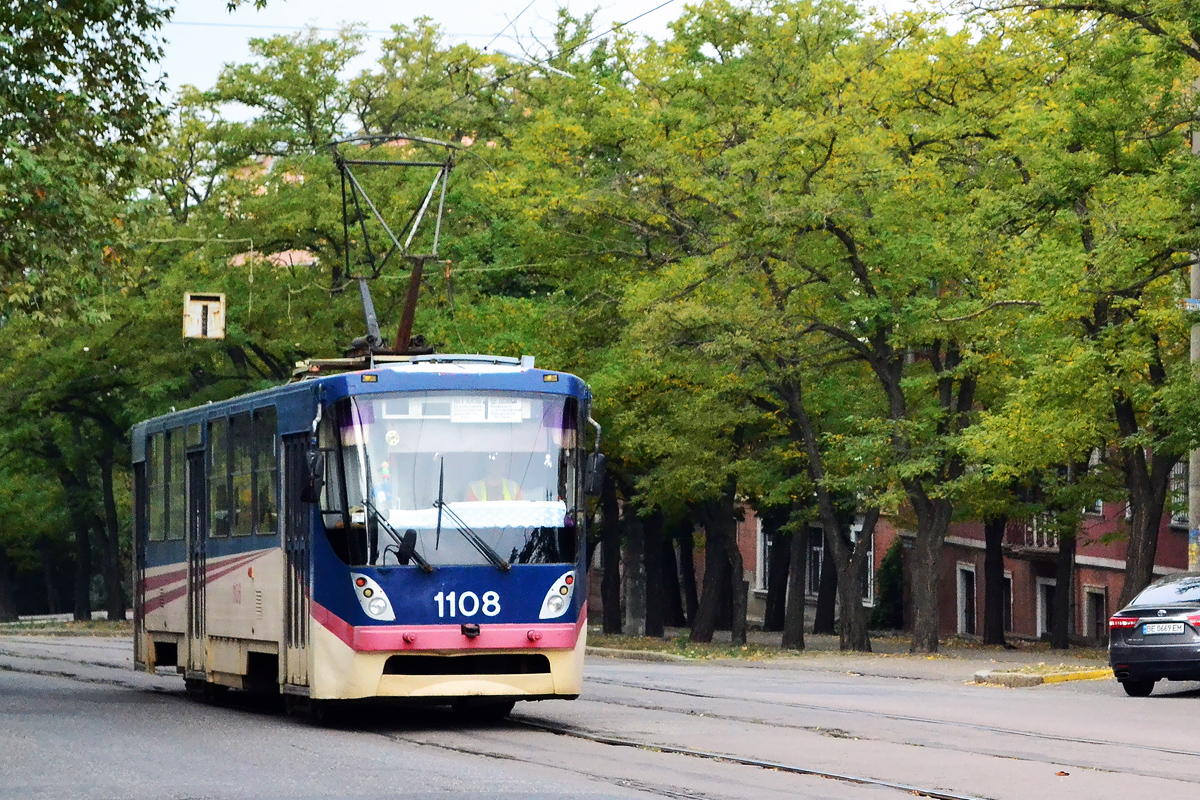
К1 на вул. Нікольській
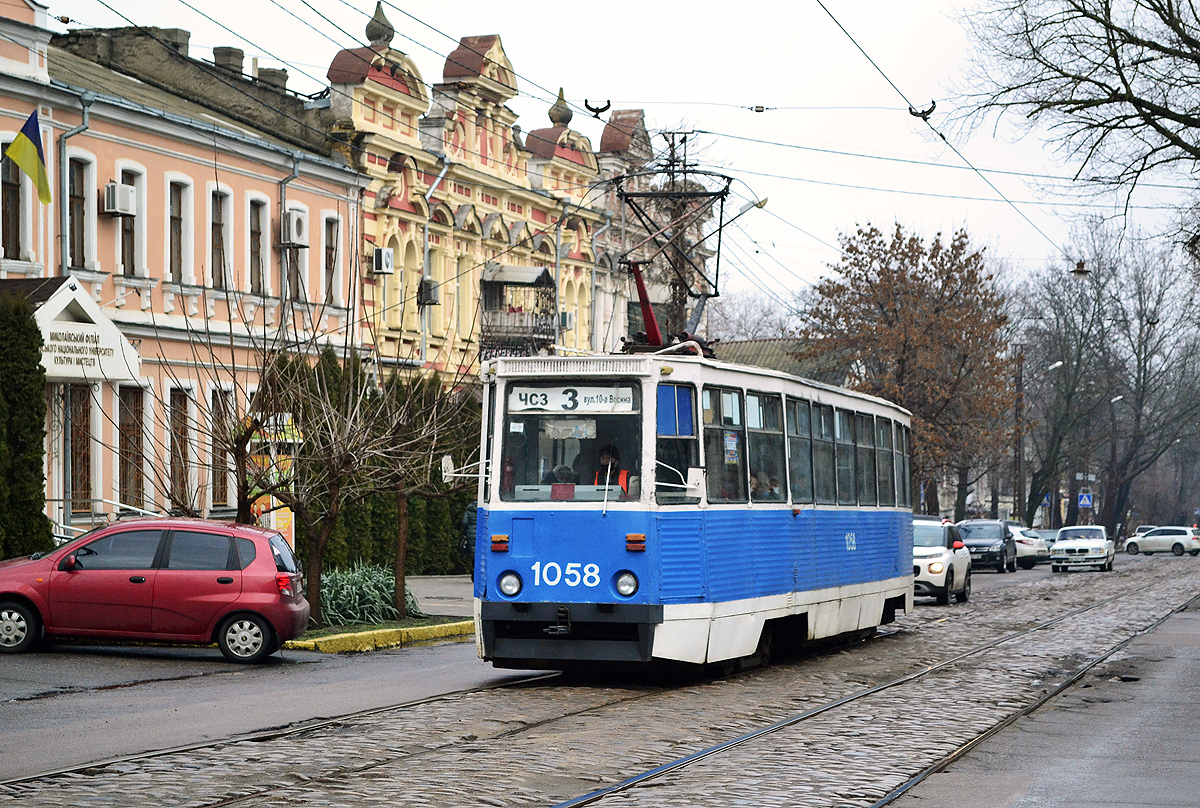
КТМ-5М3 на вул. Декабристів
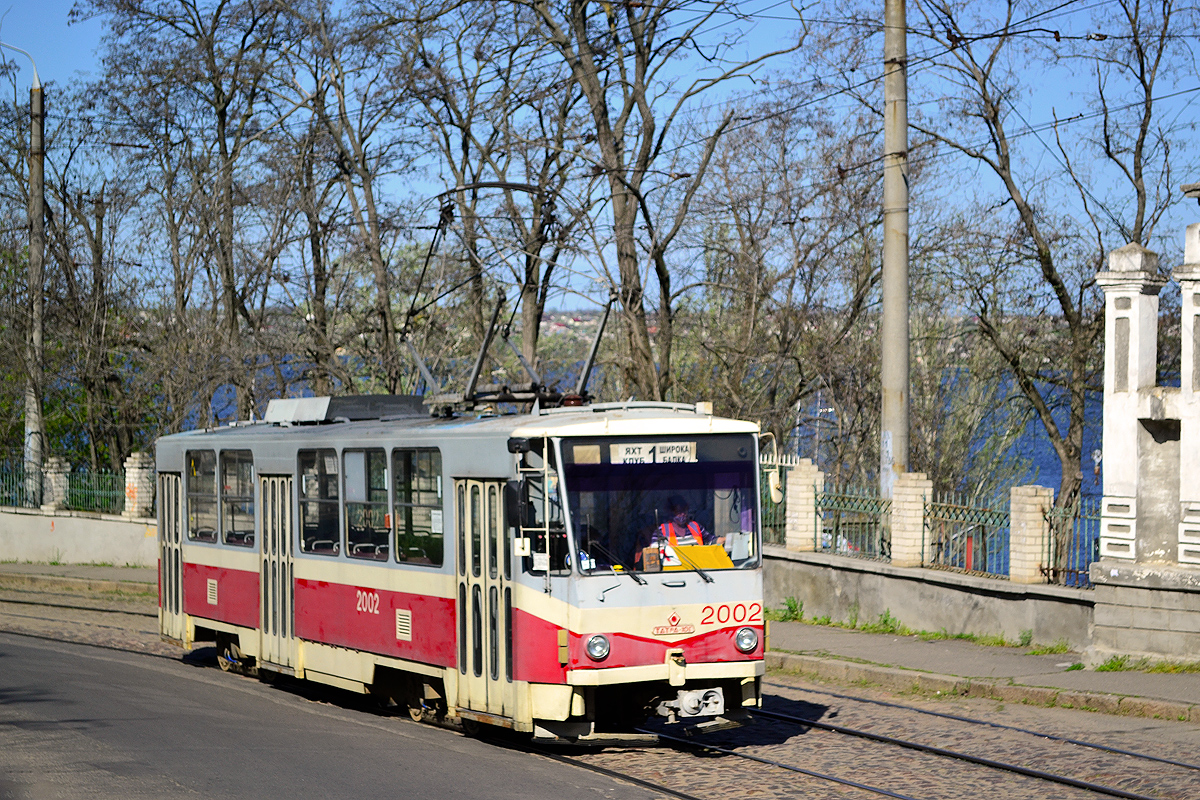
Татра-Юг на вул. Спортивній
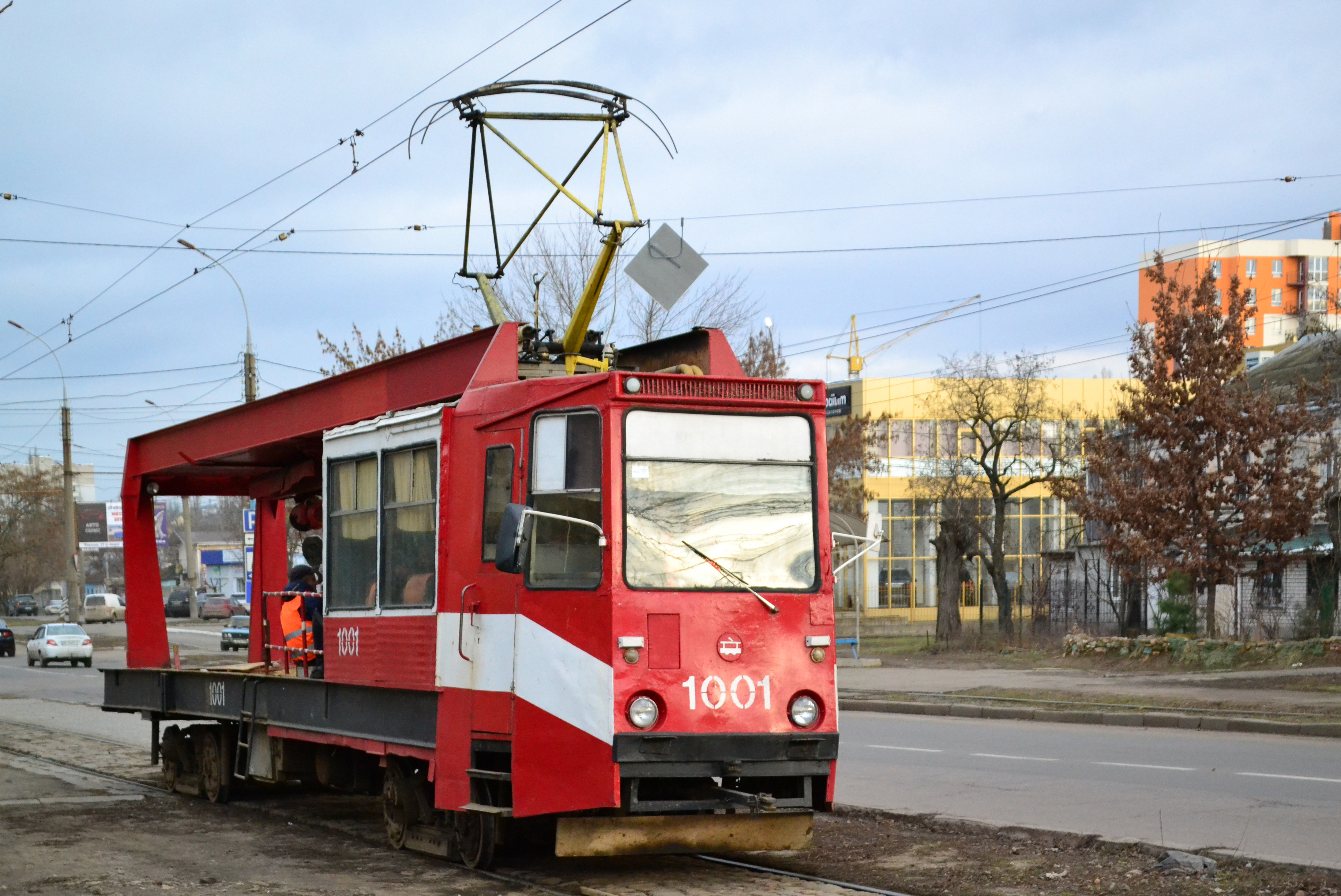
Вагон служби колії ТК-28 (№ 1001) на вул. Чкалова

Станом на 1970 рік протяжність трамвайних ліній в Миколаєві становила 70 км, на яких працював 191 вагон. На початку 1970-х років в місто надійшла перша партія — 12 вагонів нового покоління — КТМ-5.
У 1988 році підприємства міського електротранспорту об'єдналися і, відповідно, змінили нумерацію вагонів. Бортові номера трамваїв з тризначного стали чотиризначними, де перша цифра означала приналежність до якого депо: 1 — депо № 1, 2 — депо № 2, 3 — тролейбусне депо № 3.
Станом на 1985 рік довжина трамвайних магістралей міста досягала вже 74 км. На лініях в ці роки працювали трамвайні поїзди з двох вагонів.
У 1990-х роках у Миколаєві, як і в багатьох господарствах електротранспорту України, пасажиропотоки на міському транспорті в середньому зменшилися на 25 %. Залишились нереалізованими плани будівництва трамвайної лінії «Промзона — Широка Балка» по вулиці Космонавтів та від 7-ї Поздовжньої до Богоявленського проспекту.
Під час складних, в економічному плані, з 1992 до 2010 роки в Миколаєві не було ліквідовано жодного трамвайного маршруту та жодної ділянки рейкового полотна, що використовувалися для пасажирських перевезень.
У 1994 році поступила партія з 6 вагонів КТМ-8.
У 2000—2001 роках в експлуатацію були прийняті 3 вагони Татра-Юг Т6Б5 вітчизняного виробництва.
У 2006—2010 роках до міста надійшли 7 вагонів К-1.

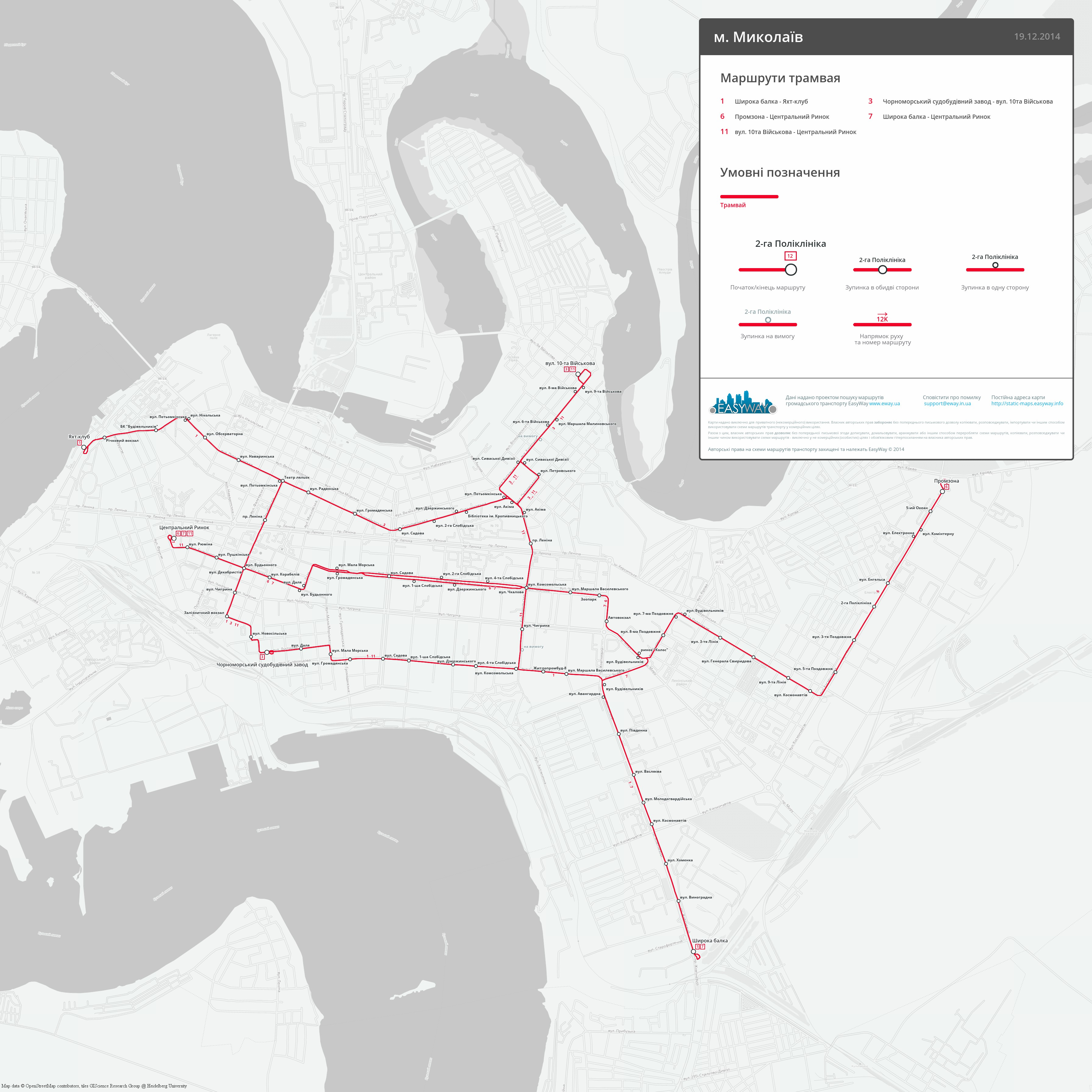
Схема маршрутів (2015)

У лютому 2011 року керівництвом «Миколаївелектротранс» було прийнято рішення про закриття трамвайного депо № 2. Всі трамваї з нього було перебазовано до депо № 1.
З листопада 2015 року почав курсувати трамвайний маршрут № 10 з Широкої Балки до Промзони. У 2015 році до Миколаєва надійшли 12 вживаних вагонів Tatra T3 з Чехії та Латвії.
У 2022 році, в ході російського вторгнення в Україну, Миколаївський трамвай став одним із символом незламності та продовження життя у місті. Міські трамваї курсують за шістьма маршрутами, здійснюючи не лише пасажирські перевезення, а й очищену воду для містян. У перші дні початку повномасштабної російської агресії проти України трамвайний рух в Миколаєві був тимчасово припинений. 28 лютого 2022 року відновлена робота маршрутів № 1, 3 та 6, а проїзд став безкоштовним для всіх категорій пасажирів. 17 березня 2022 року випуск на лінію становив 20 вагонів на маршрутах № 1, 3 та 6. Інтервал руху складав 15-20 хвилин. 23 березня відновив роботу маршрут № 11, а з 22 квітня 2022 року — відновили роботу маршрути № 7 та 10.
З 20 жовтня 2022 року, після масованих атак російських окупантів на енергетичну інфраструктуру України, в Миколаєві було збільшено інтервали руху на всіх маршрутах електротранспорту. Також у 2023 році трамваї підприємства «Миколаївелектротранс» застосовували для доставки питної води містянам.

## Маршрути
У місті Миколаїв функціонує 6 маршрутів:
|  |

|  |

|  |

|  |

|  |

|  |

|  |

|  |  |  |

|  |

|  |

|  |

|  |  |  |

|  |

|  |  |  |

|  |

|  |

|  |

|  |

|  |

|  |

|  |

|  |

|  |

|  |

|  |

|  |

|  |  |  |

|  |

|  |

|  |

|  |  |  |

|  |

|  |

|  |

|  |

|  |

|  |

|  |

|  |

|  |

|  |

|  |

|  |

|  |

|  |

|  |

|  |

|  |  |  |

|  |

|  |

|  |

|  |  |  |

|  |

|  |  |  |

|  |

|  |

|  |

|  |

|  |

|  |

|  |

|  |

|  |

|  |

|  |

|  |

|  |  |  |

|  |

|  |

|  |

|  |  |  |

|  |

|  |

|  |

|  |

|  |

|  |

|  |

|  |

|  |

|  |

|  |

|  |

|  |

|  |

|  |

|  |

|  |  |  |

|  |

|  |

|  |

|  |  |  |

|  |

|  |  |  |

|  |

|  |

|  |

|  |

|  |

|  |

|  |

|  |

|  |

|  |

|  |

|  |

|  |  |  |

|  |

|  |

|  |

|  |  |  |

|  |

|  |

|  |

|  |

|  |

|  |

|  |

|  |

|  |

|  |

|  |

|  |

|  |

|  |

|  |

|  |

|  |  |  |

|  |

|  |

|  |

|  |  |  |

|  |

|  |  |  |

|  |

|  |

|  |

|  |

|  |

|  |

|  |

|  |

|  |

|  |

|  |

|  |

|  |  |  |

|  |

|  |

|  |

|  |  |  |

|  |

|  |

|  |

|  |

|  |

|  |

|  |

|  |

|  |

|  |  |  |  |  |

|  |  |  |  |  |

|  |  |  |  |  |

|  |  |  |  |  |

|  |  |  |  |  |

|  |  |  |  |  |

|  |  |  |  |  |

|  |  |  |  |  |

|  |  |  |  |  |

|  |  |  |  |  |

|  |  |  |

|  |  |  |

|  |  |  |

|  |  |  |

|  |  |  |

|  |  |  |

|  |  |  |

|  |  |  |

|  |  |  |  |  |

|  |  |  |

|  |  |  |

|  |  |  |

|  |  |  |  |  |

|  |  |  |

|  |  |  |  |  |

|  |  |  |

|  |  |  |

|  |  |  |

|  |  |  |

|  |

|  |  |  |  |  |

|  |  |  |  |  |

|  |  |  |  |  |

|  |  |  |  |  |

|  |  |  |  |  |

|  |  |  |  |  |

|  |  |  |  |  |

|  |  |  |  |  |

|  |  |  |  |  |

|  |  |  |  |  |

|  |  |  |

|  |  |  |

|  |  |  |

|  |  |  |

|  |  |  |

|  |  |  |

|  |  |  |

|  |  |  |

|  |  |  |  |  |

|  |  |  |

|  |  |  |

|  |  |  |

|  |  |  |  |  |

|  |  |  |

|  |  |  |  |  |

|  |  |  |

|  |  |  |

|  |  |  |

|  |  |  |

|  |

|  |  |  |  |  |

|  |  |  |  |  |

|  |  |  |  |  |

|  |  |  |  |  |

|  |  |  |  |  |

|  |  |  |  |  |

|  |  |  |  |  |

|  |  |  |  |  |

|  |  |  |  |  |

|  |  |  |  |  |

|  |  |  |

|  |  |  |

|  |  |  |

|  |  |  |

|  |  |  |

|  |  |  |

|  |  |  |

|  |  |  |

|  |  |  |  |  |

|  |  |  |

|  |  |  |

|  |  |  |

|  |  |  |  |  |

|  |  |  |

|  |  |  |  |  |

|  |  |  |

|  |  |  |

|  |  |  |

|  |  |  |

|  |

|  |  |  |  |  |

|  |  |  |  |  |

|  |  |  |  |  |

|  |  |  |  |  |

|  |  |  |  |  |

|  |  |  |  |  |

|  |  |  |  |  |

|  |  |  |  |  |

|  |  |  |  |  |

|  |  |  |  |  |

|  |  |  |

|  |  |  |

|  |  |  |

|  |  |  |

|  |  |  |

|  |  |  |

|  |  |  |

|  |  |  |

|  |  |  |  |  |

|  |  |  |

|  |  |  |

|  |  |  |

|  |  |  |  |  |

|  |  |  |

|  |  |  |  |  |

|  |  |  |

|  |  |  |

|  |  |  |

|  |  |  |

|  |

|  |

|  |

|  |

|  |

|  |  |  |

|  |

|  |

|  |

|  |

|  |

|  |

|  |

|  |

|  |

|  |

|  |

|  |  |  |

|  |

|  |

|  |

|  |

|  |

|  |  |  |

|  |

|  |

|  |

|  |

|  |

|  |

|  |

|  |

|  |

|  |

|  |

|  |

|  |

|  |

|  |

|  |

|  |

|  |

|  |  |  |

|  |

|  |

|  |

|  |

|  |

|  |

|  |

|  |

|  |

|  |

|  |

|  |  |  |

|  |

|  |

|  |

|  |

|  |

|  |  |  |

|  |

|  |

|  |

|  |

|  |

|  |

|  |

|  |

|  |

|  |

|  |

|  |

|  |

|  |

|  |

|  |

|  |

|  |

|  |  |  |

|  |

|  |

|  |

|  |

|  |

|  |

|  |

|  |

|  |

|  |

|  |

|  |  |  |

|  |

|  |

|  |

|  |

|  |

|  |  |  |

|  |

|  |

|  |

|  |

|  |

|  |

|  |

|  |

|  |

|  |

|  |

|  |

|  |

|  |

|  |

|  |

|  |

|  |

|  |  |  |

|  |

|  |

|  |

|  |

|  |

|  |

|  |

|  |

|  |

|  |

|  |

|  |  |  |

|  |

|  |

|  |

|  |

|  |

|  |  |  |

|  |

|  |

|  |

|  |

|  |

|  |

|  |

|  |

|  |

|  |

|  |

|  |

|  |

|  |

|  |

|  |

|  |

|  |

|  |  |  |

|  |

|  |

|  |

|  |

|  |

|  |

|  |

|  |

|  |

|  |

|  |

|  |  |  |

|  |

|  |

|  |

|  |

|  |

|  |  |  |

|  |  |  |

|  |

|  |

|  |

|  |

|  |

|  |

|  |

|  |

|  |

|  |

|  |

|  |

|  |

|  |  |  |

|  |

|  |

|  |

|  |

|  |

|  |

|  |

|  |

|  |

|  |

|  |

|  |  |  |

|  |

|  |

|  |

|  |

|  |

|  |  |  |

|  |  |  |

|  |

|  |

|  |

|  |

|  |

|  |

|  |

|  |

|  |

|  |

|  |

|  |

|  |

|  |  |  |

|  |

|  |

|  |

|  |

|  |

|  |

|  |

|  |

|  |

|  |

|  |

|  |  |  |

|  |

|  |

|  |

|  |

|  |

|  |  |  |

|  |  |  |

|  |

|  |

|  |

|  |

|  |

|  |

|  |

|  |

|  |

|  |

|  |

|  |

|  |

|  |  |  |

|  |

|  |

|  |

|  |

|  |

|  |

|  |

|  |

|  |

|  |

|  |

|  |  |  |

|  |

|  |

|  |

|  |

|  |

|  |  |  |

|  |  |  |

|  |

|  |

|  |

|  |

|  |

|  |

|  |

|  |

|  |

|  |

|  |

|  |

|  |

|  |

|  |

|  |

|  |

|  |

|  |

|  |

|  |

|  |

|  |

|  |  |  |

|  |

|  |  |  |

|  |

|  |

|  |

|  |

|  |

|  |

|  |

|  |

|  |

|  |

|  |

|  |

|  |

|  |

|  |

|  |

|  |

|  |

|  |

|  |

|  |

|  |

|  |

|  |  |  |

|  |

|  |  |  |

|  |

|  |

|  |

|  |

|  |

|  |

|  |

|  |

|  |

|  |

|  |

|  |

|  |

|  |

|  |

|  |

|  |

|  |

|  |

|  |

|  |

|  |

|  |

|  |  |  |

|  |

|  |  |  |

|  |

|  |

|  |

|  |

|  |

|  |

|  |

|  |

|  |

|  |

|  |

|  |

|  |

|  |

|  |

|  |

|  |

|  |

|  |

|  |

|  |

|  |

|  |

|  |  |  |

|  |

|  |  |  |

|  |

|  |

|  |

|  |

|  |

|  |

|  |

|  |

|  |

|  |

|  |

|  |

|  |

|  |  |  |

|  |  |  |

|  |

|  |  |  |

|  |

|  |

|  |

|  |

|  |

|  |

|  |

|  |

|  |

|  |

|  |

|  |

|  |  |  |

|  |

|  |

|  |

|  |

|  |  |  |

|  |

|  |

|  |

|  |  |  |  |  |

|  |  |  |  |  |

|  |  |  |  |  |

|  |  |  |  |  |

|  |  |  |  |  |

|  |  |  |  |  |

|  |  |  |  |  |

|  |  |  |  |  |

|  |  |  |  |  |

|  |  |  |  |  |

|  |

|  |

|  |

|  |

|  |  |  |

|  |  |  |

|  |

|  |  |  |

|  |

|  |

|  |

|  |

|  |

|  |

|  |

|  |

|  |

|  |

|  |

|  |

|  |  |  |

|  |

|  |

|  |

|  |

|  |  |  |

|  |

|  |

|  |

|  |  |  |  |  |

|  |  |  |  |  |

|  |  |  |  |  |

|  |  |  |  |  |

|  |  |  |  |  |

|  |  |  |  |  |

|  |  |  |  |  |

|  |  |  |  |  |

|  |  |  |  |  |

|  |  |  |  |  |

|  |

|  |

|  |

|  |

|  |  |  |

|  |  |  |

|  |

|  |  |  |

|  |

|  |

|  |

|  |

|  |

|  |

|  |

|  |

|  |

|  |

|  |

|  |

|  |  |  |

|  |

|  |

|  |

|  |

|  |  |  |

|  |

|  |

|  |

|  |  |  |  |  |

|  |  |  |  |  |

|  |  |  |  |  |

|  |  |  |  |  |

|  |  |  |  |  |

|  |  |  |  |  |

|  |  |  |  |  |

|  |  |  |  |  |

|  |  |  |  |  |

|  |  |  |  |  |

|  |

|  |

|  |

|  |

|  |  |  |

|  |  |  |

|  |

|  |  |  |

|  |

|  |

|  |

|  |

|  |

|  |

|  |

|  |

|  |

|  |

|  |

|  |

|  |  |  |

|  |

|  |

|  |

|  |

|  |  |  |

|  |

|  |

|  |

|  |  |  |  |  |

|  |  |  |  |  |

|  |  |  |  |  |

|  |  |  |  |  |

|  |  |  |  |  |

|  |  |  |  |  |

|  |  |  |  |  |

|  |  |  |  |  |

|  |  |  |  |  |

|  |  |  |  |  |

## Трамвайні депо
Система обслуговується одним депо, яке розташоване у центральній частині міста за адресою: вулиця Андреєва, 17.

## Вартість проїзду

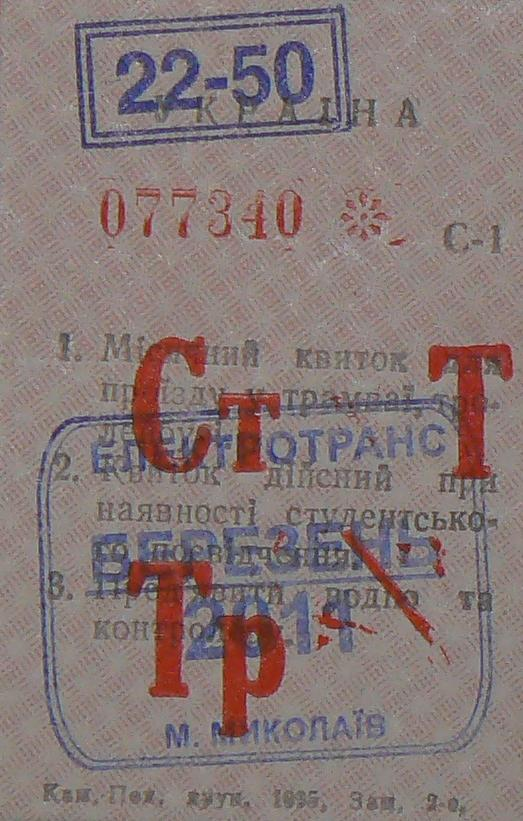
Місячний проїзний квиток (студентський), березень 2011 року

| Динаміка вартості проїзду в трамваях і тролейбусах |                               |                                         |                                         |                                         |                                         |                                         |                                         |                             |
| Дата встановлення тарифу                           | Вартість разового квитка, грн | Вартість місячних проїзних квитків, грн | Вартість місячних проїзних квитків, грн | Вартість місячних проїзних квитків, грн | Вартість місячних проїзних квитків, грн | Вартість місячних проїзних квитків, грн | Вартість місячних проїзних квитків, грн |                             |
| Дата встановлення тарифу                           | Вартість разового квитка, грн | Студентських                            | Студентських                            | Громадянських                           | Громадянських                           | Для підприємств                         | Для підприємств                         |                             |
| Дата встановлення тарифу                           | Вартість разового квитка, грн | Т або Тр                                | Т та Тр                                 | Т або Тр                                | Т та Тр                                 | Т або Тр                                | Т та Тр                                 |                             |
| -------------------------------------------------- | ----------------------------- | --------------------------------------- | --------------------------------------- | --------------------------------------- | --------------------------------------- | --------------------------------------- | --------------------------------------- | --------------------------- |
| 25 серпня 2008                                     | 0,75                          | 18,0                                    | 22,50                                   | 36,00                                   | 45,00                                   | 54,00                                   | 90,00                                   | [ 13 ] [ 14 ] [ 15 ] [ 16 ] |
| 4 квітня 2011                                      | 1,00                          | 20,00                                   | 25,00                                   | 40,00                                   | 50,00                                   | ?                                       | ?                                       | [ 17 ] [ 18 ]               |
| 3 грудня 2014                                      | 1,50                          | 30,00                                   | 38,00                                   | 60,00                                   | 75,00                                   | 80,00                                   | 135,00                                  | [ 19 ]                      |
| 1 серпня 2016                                      | 2,00                          | 55,00                                   | 70,00                                   | 100,00                                  | 125,00                                  | 140,00                                  | 220,00                                  | [ 20 ]                      |
| 11 червня 2018                                     | 3,00                          | 85,00                                   | 105,00                                  | 150,00                                  | 190,00                                  | 210,00                                  | 330,00                                  |                             |
| 25 жовтня 2019                                     | 5,00                          | 140,00                                  | 175,00                                  | 250,00                                  | 315,00                                  | 350,00                                  | 545,00                                  | [ 21 ]                      |
| 1 червня 2021                                      | 6,00                          |                                         |                                         |                                         |                                         |                                         |                                         | [ 22 ]                      |

## Цікаві факти
- У 1930-х роках при заміні рейок, старі рейки почали використовувати як електричні стовпи. Їх можна зустріти в Миколаєві і донині.
- Корабельний район - єдиний з 4 районів міста, де досі немає руху трамваїв.

## Галерея

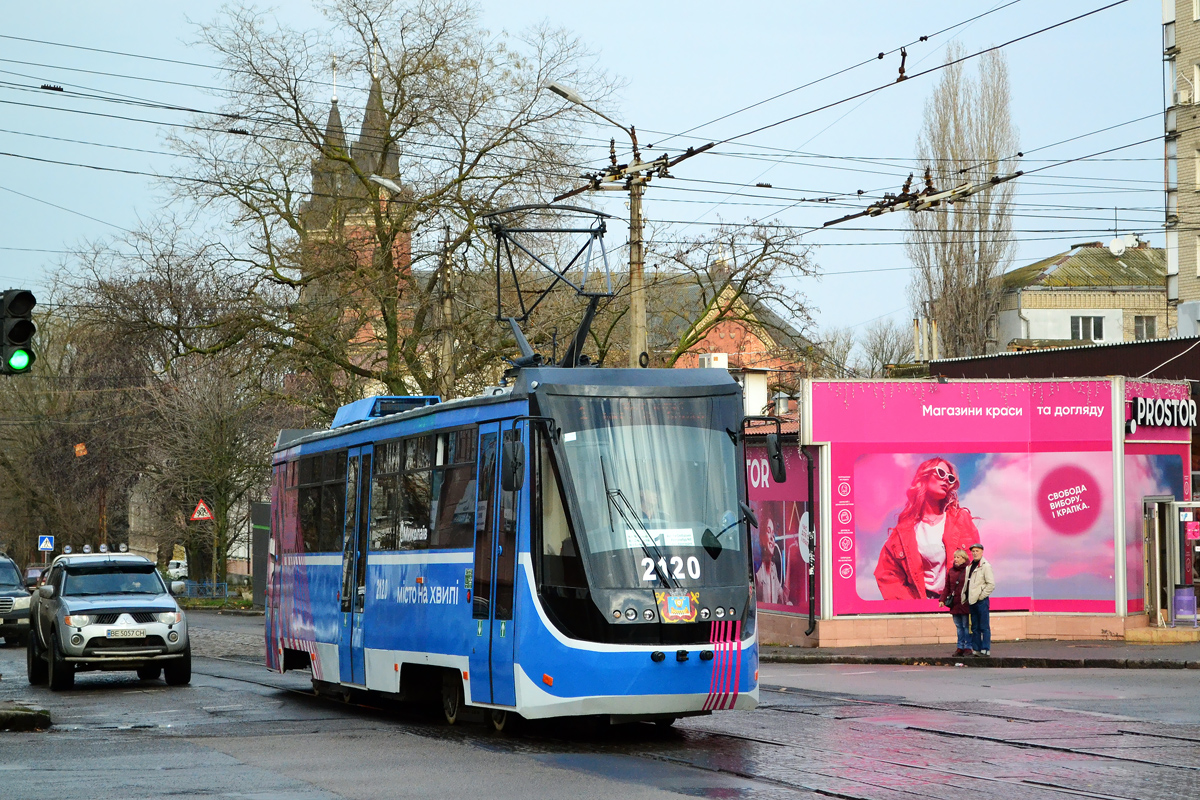
КТМ-5МЗВП (місцева модернізація)  на вул. Декабристів
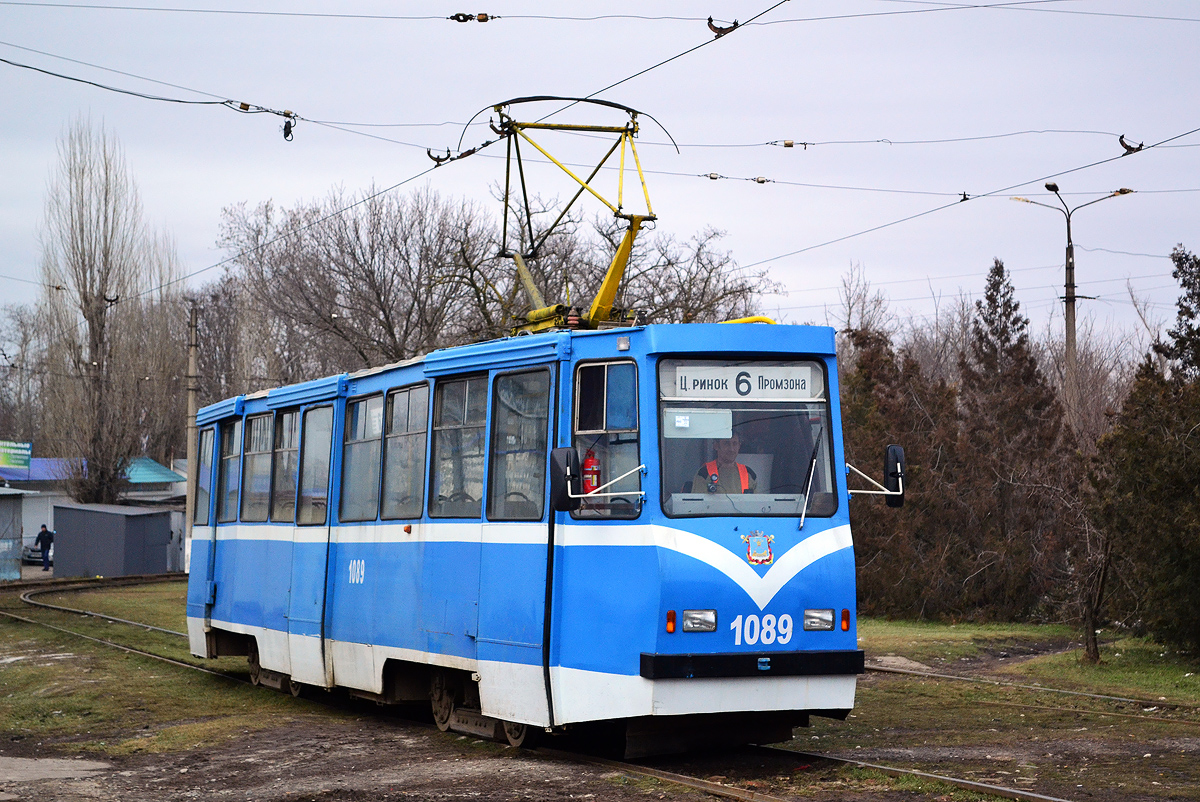
КТМ-5М3 на кінцевій зупинці «Промзона»
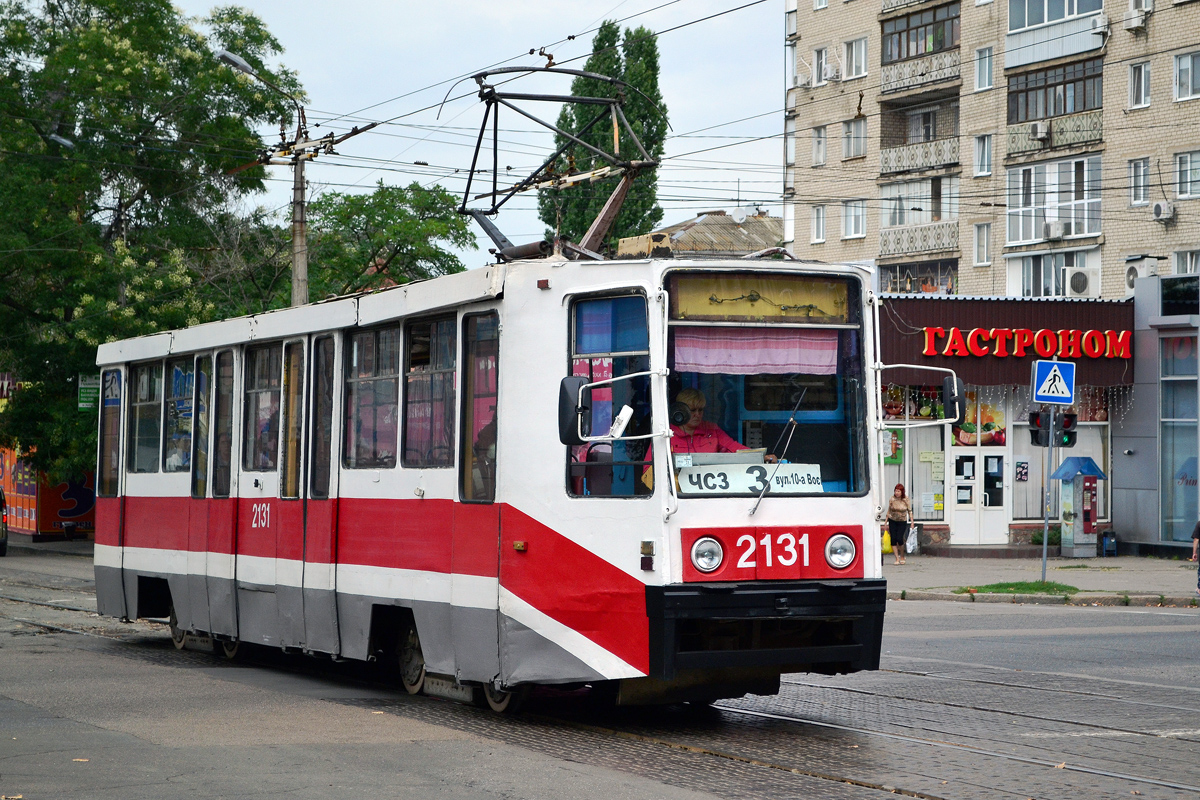
71-608К на вул. Декабристів
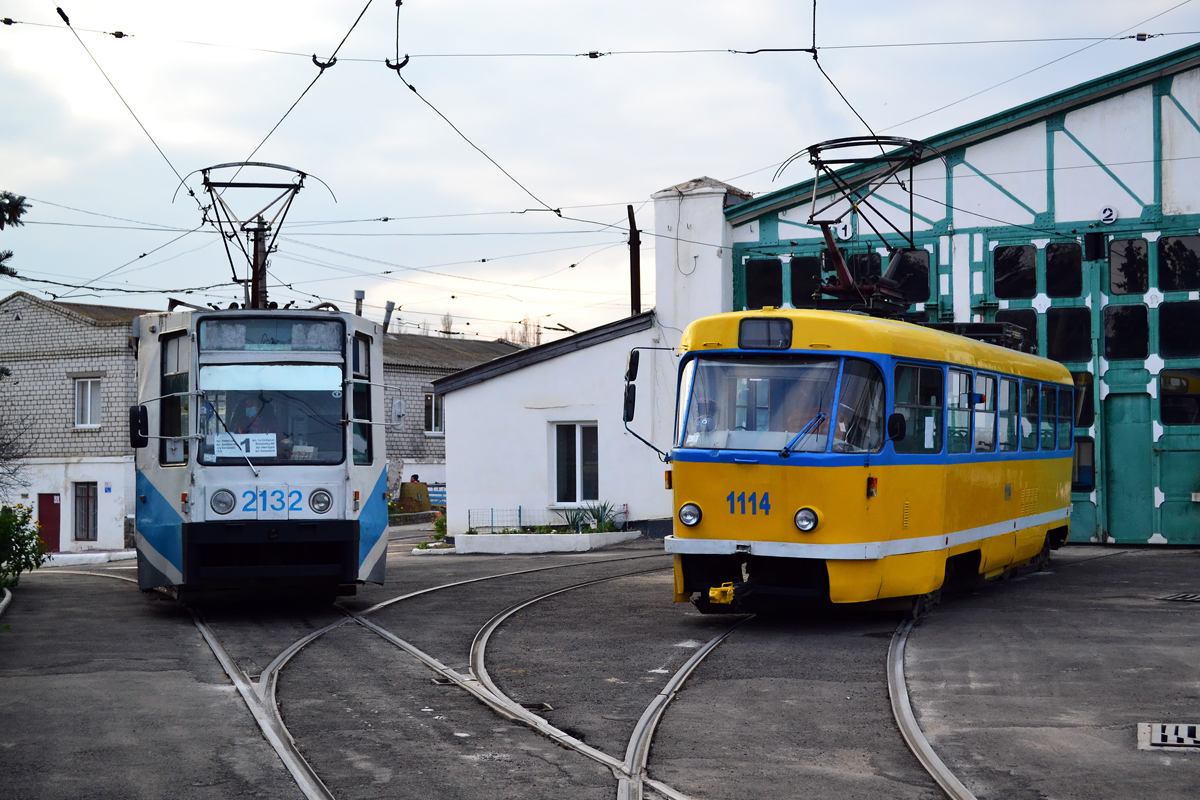
КТМ 71-608 та Tatra T3A у трамвайному депо
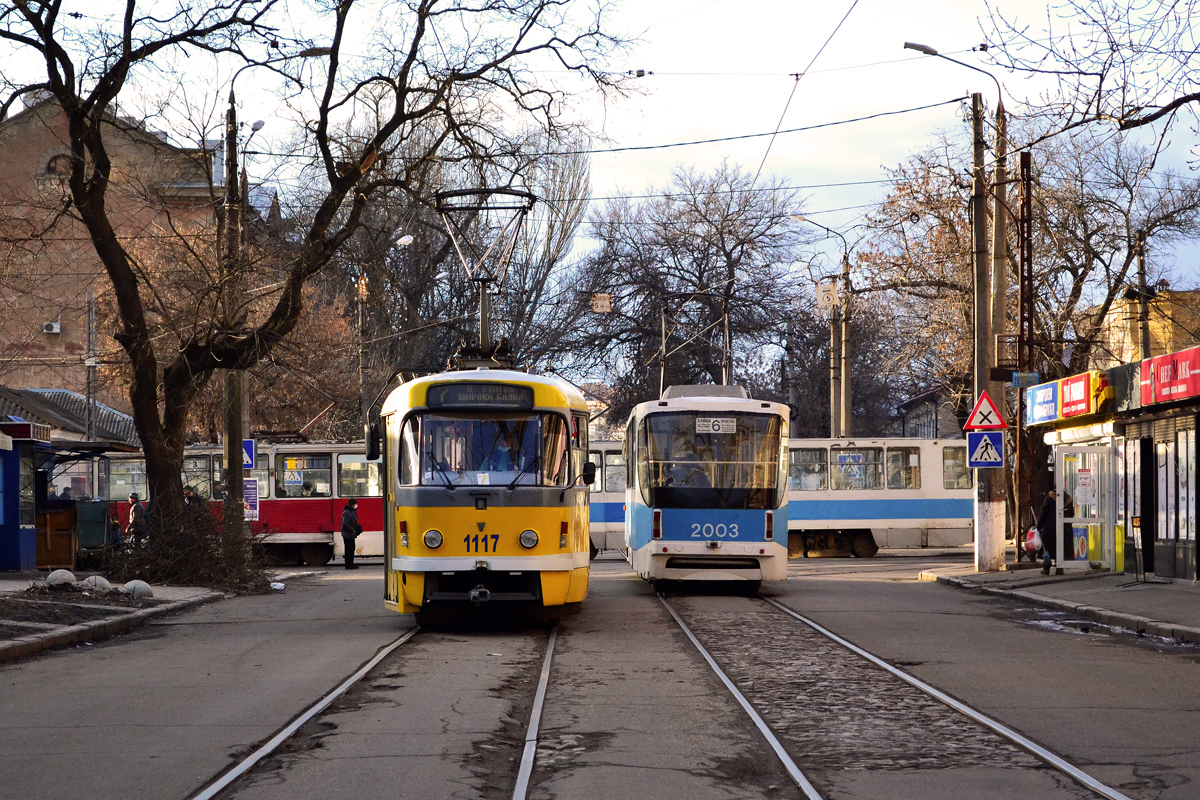
Трамваї на перетині вулиць Сінної та Декабристів в районі Центрального диспетчерського пункту

## Експлуатаційне підприємство
«Миколаївелектротранс», адреса: 54020, Миколаїв, вулиця Андреєва, 17.
46°57′48″ пн. ш. 31°58′31″ сх. д. / 46.963444° пн. ш. 31.975244° сх. д.